# Courson-Monteloup
Courson-Monteloup és un municipi francès, situat al departament de l'Essonne i a la regió de Illa de França. L'any 2007 tenia 582 habitants.
Forma part del cantó de Dourdan, del districte de Palaiseau i de la Comunitat de comunes del País de Limours.

## Demografia

### Població
El 2007 la població de fet de Courson-Monteloup era de 582 persones. Hi havia 216 famílies, de les quals 44 eren unipersonals (28 homes vivint sols i 16 dones vivint soles), 60 parelles sense fills, 104 parelles amb fills i 8 famílies monoparentals amb fills.
La població ha evolucionat segons el següent gràfic:
Habitants censats

### Habitatges
El 2007 hi havia 237 habitatges, 219 eren l'habitatge principal de la família, 12 eren segones residències i 6 estaven desocupats. 198 eren cases i 39 eren apartaments. Dels 219 habitatges principals, 178 estaven ocupats pels seus propietaris, 35 estaven llogats i ocupats pels llogaters i 6 estaven cedits a títol gratuït; 3 tenien una cambra, 18 en tenien dues, 26 en tenien tres, 37 en tenien quatre i 135 en tenien cinc o més. 202 habitatges disposaven pel capbaix d'una plaça de pàrquing. A 91 habitatges hi havia un automòbil i a 123 n'hi havia dos o més.

### Piràmide de població
La piràmide de població per edats i sexe el 2009 era:
| Homes | Edats   | Dones |
| ----- | ------- | ----- |
| 0     | 95 o +  | 0     |
| 0     | 90 a 94 | 0     |
| 0     | 85 a 89 | 0     |
| 0     | 80 a 84 | 0     |
| 8     | 75 a 79 | 4     |
| 4     | 70 a 74 | 8     |
| 8     | 65 a 69 | 8     |
| 4     | 60 a 64 | 8     |
| 4     | 55 a 59 | 8     |
| 16    | 50 a 54 | 20    |
| 32    | 45 a 49 | 32    |
| 36    | 40 a 44 | 16    |
| 28    | 35 a 39 | 36    |
| 28    | 30 a 34 | 32    |
| 28    | 25 a 29 | 12    |
| 8     | 20 a 24 | 20    |
| 12    | 15 a 19 | 36    |
| 16    | 10 a 14 | 24    |
| 16    | 5 a 9   | 24    |
| 24    | 0 a 4   | 28    |

## Economia
El 2007 la població en edat de treballar era de 432 persones, 306 eren actives i 126 eren inactives. De les 306 persones actives 283 estaven ocupades (146 homes i 137 dones) i 23 estaven aturades (12 homes i 11 dones). De les 126 persones inactives 37 estaven jubilades, 52 estaven estudiant i 37 estaven classificades com a «altres inactius».

### Ingressos
El 2009 a Courson-Monteloup hi havia 214 unitats fiscals que integraven 580,5 persones, la mediana anual d'ingressos fiscals per persona era de 27.453 €.

### Activitats econòmiques
Dels 15 establiments que hi havia el 2007, 2 eren d'empreses de construcció, 3 d'empreses de comerç i reparació d'automòbils, 1 d'una empresa de transport, 1 d'una empresa d'hostatgeria i restauració, 1 d'una empresa d'informació i comunicació, 1 d'una empresa immobiliària, 1 d'una empresa de serveis, 3 d'entitats de l'administració pública i 2 d'empreses classificades com a «altres activitats de serveis».
Dels 3 establiments de servei als particulars que hi havia el 2009, 1 era un paleta, 1 fusteria i 1 restaurant.
L'any 2000 a Courson-Monteloup hi havia 3 explotacions agrícoles.

## Equipaments sanitaris i escolars
El 2009 hi havia una escola elemental.

## Poblacions més properes
El següent diagrama mostra les poblacions més properes.